# Топин, Берни
Берни Топин (англ. Bernie Taupin, полное имя — англ. Bernard John Taupin (Бернард Джон Топин); род. 22 мая 1950 года, Линкольншир) — английский поэт-песенник. Основной автор текстов для песен Элтона Джона.
В 1967 году откликнулся на объявление, размещённое в журнале New Musical Express, в результате чего был отобран для сотрудничества с певцом. Работал с ним на постоянной основе до 1977 года. Альбом 1975 года «Captain Fantastic and the Brown Dirt Cowboy» рассматривался ими обоими как автобиографический. В 1976 году опубликовал мемуарную книгу «Тот, кто пишет слова для Элтона Джона» (англ. The One Who Writes the Words for Elton John). Затем в 1977—1979 годах партнёрство Элтона Джона с Топином прекратилось, в 1980 году Топин вновь стал сочинять для Элтона Джона и с 1982 года снова является его основным текстовиком. В 2007 году сорокалетие этого творческого тандема было отмечено выходом альбома «The Captain & the Kid».
Топин спорадически сотрудничает и с другими исполнителями. Ему, например, принадлежит часть текстов в альбоме Элиса Купера «From the Inside» (1978).
В 2005 году песня «A Love That Will Never Grow Old», написанная композитором Густаво Сантаолальей на слова Топина для фильма «Горбатая гора», была удостоена премии «Золотой глобус».
В 2018 году Топин и Джон совместно работали над двумя оригинальными песнями для анимационного фильма «Шерлок Гномс». В 2019 году был выпущен фильм «Рокетмен», содержащий оригинальную песню, написанную Берни Топином и Элтоном Джоном для фильма «(I’m Gonna) Love Me Again», которая прозвучала в заключительных титрах. Фильм рассказывает о личной дружбе Берни Топина (в исполнении Джейми Белла) и Элтона Джона (в исполнении Тэрона Эджертона) в 1970-х и 1980-х годах. Позже они выиграли «премию Оскар» за лучшую оригинальную песню за песню «(I’m Gonna) Love Me Again». Это была первая победа и первая номинация Берни Топина на премию «Оскар» за всю его карьеру.
В 1980-х годах Топин был женат на Тони — сестре Рене Руссо. Сестры снялись в роли бэк-вокалисток в клипе на его сингл «Citizen Jane».